# Szoresz
Szoresz (hebr.: שורש) – moszaw położony w samorządzie regionu Matte Jehuda, w Dystrykcie Jerozolimy, w Izraelu.
Leży w górach Judzkich w odległości około 8 km na zachód od Jerozolimy, w otoczeniu moszawów Bet Me’ir, Newe Ilan, Sho'eva, Giwat Je’arim, Ramat Razi'el i Kesalon.

## Historia
Pierwotnie była tu arabska wioska Saris, która leżała na strategicznym wzgórzu górującym nad drogą prowadzącą z równiny nadmorskiej do Jerozolimy. Podczas wojny domowej w Mandacie Palestyny w 1948 Arabowie wykorzystywali to miejsce i ostrzeliwali żydowskie pojazdy usiłujące przebić się do okrążonej żydowskiej dzielnicy w Jerozolimie. W dniu 9 kwietnia 1948 mieszkańcy wioski uciekli, obawiając się masakry ze strony żydowskich oddziałów. 16 kwietnia członkowie żydowskiej organizacji militarnej Hagana zdobyli opuszczoną wioskę Saris. Aby uniemożliwić wykorzystanie wioski do stworzenia ufortyfikowanej pozycji obronnej, Żydzi wysadzili wszystkie domy.
Współczesna osada została założona w 1948 przez żydowskich imigrantów z Europy Wschodniej. Początkowo przyjęto nazwę zniszczonej arabskiej wioski Saris. W 1952 wioska została przekształcona w moszaw i nazwana Shoresh.

## Gospodarka
Gospodarka moszawu opiera się na sadownictwie i turystyce. Znajduje się tutaj winnica Tzora Vineyards. Dużą popularnością cieszy się tutejszy kompleks rekreacyjno-sportowy Shoresh Holiday Complex. Kompleks hoteli jest otoczony parkiem, w którym znajduje się basen kąpielowy, korty tenisowe oraz boisko do piłki nożnej.

## Komunikacja
Przy moszawie przebiega droga nr 3955 , którą jadąc na zachód dojeżdża się do moszawu Bet Me’ir, natomiast jadąc na północny wschód dojeżdża się do moszawu Sho'eva i węzła drogowego z autostradą nr 1  (Tel Awiw–Jerozolima).